# Jagdstaffel 77
La Jagdstaffel 77 (in tedesco: Königlich Bayerische Jagdstaffel Nr 77, abbreviato in Jasta 77) era una squadriglia (staffel) da caccia della componente aerea del Deutsches Heer, l'esercito dell'Impero tedesco, durante la prima guerra mondiale (1914-1918).

## Storia
La Jagdstaffel 77 venne fondata il 25 novembre 1917 presso il Fliegerersatz-Abteilung (distaccamento di aviazione di riserva) 1 di Schleißheim . Il 2 dicembre 1917 venne messa a disposizione della Armee-Abteilung B. La prima vittoria aerea venne fatta registrare il 5 gennaio 1918. Il 27 marzo venne messa sotto il comando della 2ª Armata per essere spostata il 9 luglio alla 3ª Armata. L'ultimo spostamento avvenne il 9 agosto per andare a supporto della 19ª Armata dove rimase fino alla fine del conflitto.. 
Max Gossner è stato l'ultimo Staffelführer (comandante) della Jagdstaffel 77, dal 10 luglio del 1918 fino alla fine della guerra.
Alla fine della prima guerra mondiale, alla Jagdstaffel 77 vennero accreditate 28 vittorie aeree di cui 3 per l'abbattimento di palloni da osservazione. Di contro, la Jasta 77 perse quattro piloti, uno morì in incidente aereo, un pilota ferito in azione, tre piloti feriti in incidenti aerei e uno fatto prigioniero.

## Lista dei comandanti della Jagdstaffel 77
Di seguito vengono riportati i nomi dei piloti che si succedettero al comando della Jagdstaffel 77.
| Grado | Nome            | Periodo                            |
| ----- | --------------- | ---------------------------------- |
|       | Otto Deindl     | 25 novembre 1917 - 21 gennaio 1918 |
|       | Walter Ewers    | 21 gennaio 1918 - 15 maggio 1918   |
|       | Amandus Rostock | 15 maggio 1918 - 24 maggio 1918    |
|       | Rudolf Stark    | 24 maggio 1918 - 7 giugno 1918     |
|       | Otto Fuchs      | 7 giugno 1918 - 10 luglio 1918     |
|       | Max Gossner     | 10 luglio 1918 - 11 novembre 1918  |

## Lista delle basi utilizzate dalla Jagdstaffel 77
- Habsheim, Francia: 2 dicembre 1917
- Le Cateau-Cambrésis, Francia: 27 marzo 1918
- Vraignes, Francia: 2 aprile 1918
- Foucaucourt, Francia: 24 aprile 1918
- Saint-Marie, Francia: 9 luglio 1918
- Renchen: 9 agosto 1918